# Свети Севир
Свети Севир је хришћански светитељ. Живео је у средњој Италији. Једном је позван да исповеди и причести самртника, али он је закаснио радећи у винограду. У томе му је стигла вест, да је болесник умро. Сав уплашен, као да је он убица онога човека, почео је плакати над мртвацем. У хришћанској традицији помиње се да је после његове молитве Бог оживео мртваца. Тада га је Север исповедио и причестио и спремио за хришћанску смрт. Осмога дана онај човек је поново умро.
Српска православна црква слави га 27. јуна по црквеном, а 10. јула по грегоријанском календару.